# Iglesia de Nuestra Señora de las Nieves (Kallikulam)
La Iglesia de Nuestra Señora de las Nieves es una iglesia católica y mariana en Kallikulam (Tirunelveli), distrito de Tirunelveli, Tamil Nadu, India. Es uno de los centros de peregrinación católica en India dedicados a la Santísima Virgen. En los últimos tiempos se hizo popular a causa de lo que creen algunos locales fue la aparición de la Virgen María el 29 de marzo de 1939. A nivel local, Nuestra Señora de las Nieves, se conoce como Panimatha. Una palabra tamil. Pani significa "nieve" y Matha que significa "madre ".